# Игл-Валли (тауншип, Миннесота)
Игл-Валли (англ. Eagle Valley) — тауншип в округе Тодд, Миннесота, США. На 2000 год его население составило 570 человек.

## География
По данным Бюро переписи населения США площадь тауншипа составляет 91,0 км², из которых 91,0 км² занимает суша, водоёмов нет.

## Демография
По данным переписи населения 2000 года здесь находились 570 человек, 196 домохозяйств и 145 семей.  Плотность населения —  6,3 чел./км².  На территории тауншипа расположено 215 построек со средней плотностью 2,4 построек на один квадратный километр. Расовый состав населения: 98,77 % белых, 0,35 % афроамериканцев, 0,18 % коренных американцев и 0,70 % приходится на две или более других рас.
Из 196 домохозяйств в 41,3 % воспитывались дети до 18 лет, в 67,9 % проживали супружеские пары, в 2,6 % проживали незамужние женщины и в 26,0 % домохозяйств проживали несемейные люди. 22,4 % домохозяйств состояли из одного человека, при том 9,2 % из — одиноких пожилых людей старше 65 лет. Средний размер домохозяйства — 2,91, а семьи — 3,46 человека.
32,3 % населения — младше 18 лет, 6,7 % — в возрасте от 18 до 24 лет, 24,4 % — от 25 до 44, 26,5 % — от 45 до 64, и 10,2 % — старше 65 лет. Средний возраст — 36 лет. На каждые 100 женщин приходилось 124,4 мужчин.  На каждые 100 женщин старше 18 приходилось 118,1 мужчин.
Средний годовой доход домохозяйства составлял 35 000 долларов, а средний годовой доход семьи —  39 688 долларов. Средний доход мужчин —  30 804  доллара, в то время как у женщин — 20 625. Доход на душу населения составил 19 877 долларов. За чертой бедности находились 11,0 % семей и 11,1 % всего населения тауншипа, из которых 10,2 % младше 18 и 17,2 % старше 65 лет.